# شباک

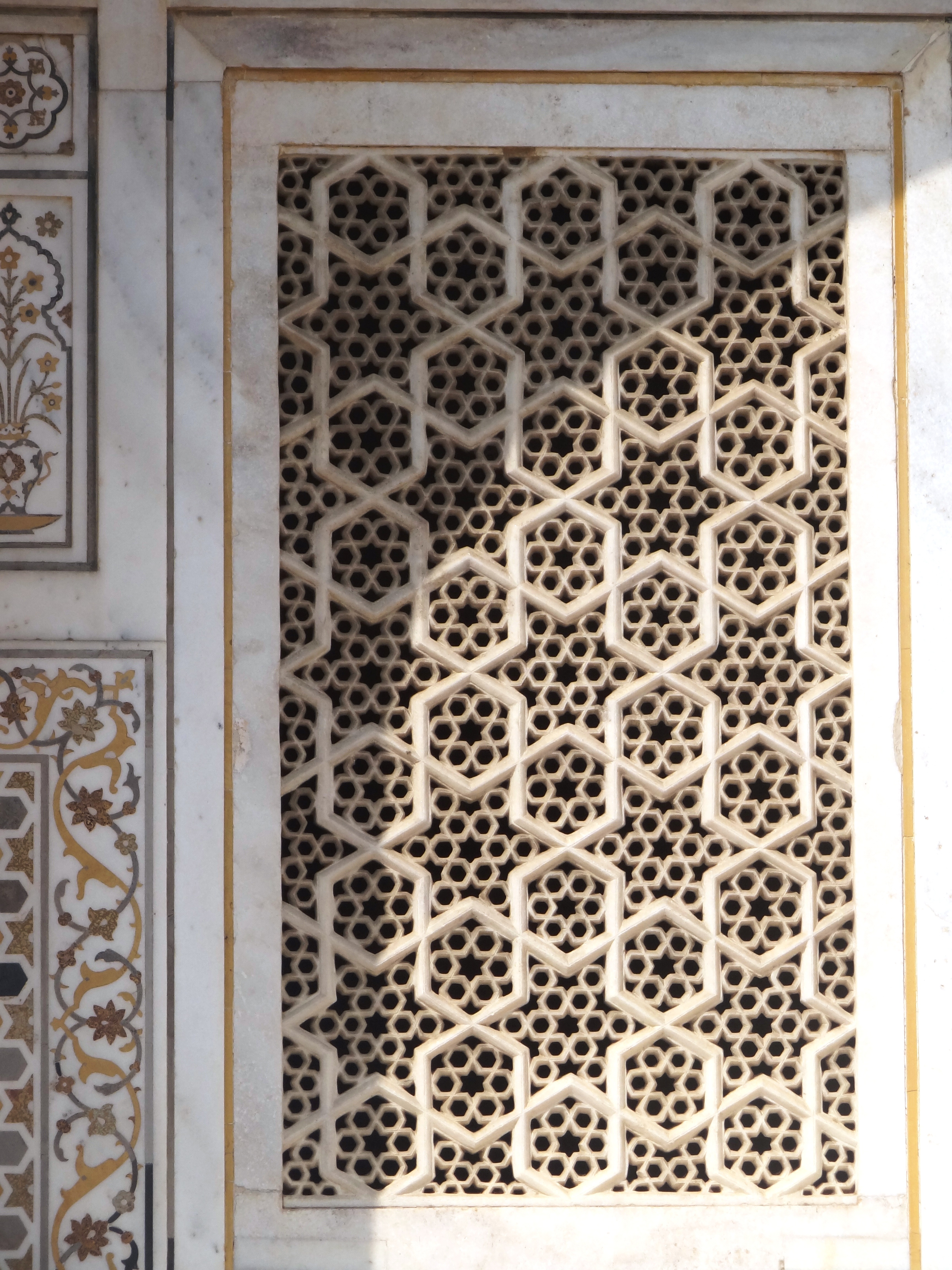
مقبره اعتماد الدوله

شباک به شبکه‌هایی گفته می‌شود که برای کنترل اقلیم و دید بخش‌های درونی ساختمان از جنس کاشی یا آجر یا چوب یا گچ ساخته می‌شد.

## ریشه لغوی
واژه‌ای ایرانی فارسی است که مشتقات آن در گویشهای گوناگون ایران چه فارسی دری و چه پهلوی و چه اوستایی و پارسی کهن فراوان به گوش می‌خورد و به زبانهای آرامی و تازی و گویشهای آنها نیز رفته و حتی افعالی از آنها نیز ساخته‌اند.

## دلایل ساخت
هوای متغیر ایران، آفتاب تند و روشن، باد و طوفان، و گردباد و عقاید خاص ملی و مذهبی هم ایجاب می‌کرده‌است که ساختمان علاوه در و پنجره و روزن پرده‌ای یا شباکی برای حفاظت درون بنا داشته باشد.
درون ساختمان با روزن‌ها و پنجره‌های چوبی یا گچی و پرده محفوظ می‌شد و بیرون آن را با شبکه‌ای سفالی یا کاشی می‌پوشاندند. علاوه بر این پیرامون مرقدهای مطهر یا در حریم و پربست حرمها زره یا ضریح یا نرده فولادی و چوبی می‌نهادند که هر یک از این‌ها در خور بحث و بررسی ویژه‌ای است که ما در اینجا چند نمونه زیبای آن را نشان می‌دهیم.

## نمونه‌ها
در گریووچنبر گنبد مسجد شیخ لطف‌الله، شباک‌های زیبایی از کاشی معرق کار گذاشته‌اند که مانند سایر آثار این معجزه معماری، بسیار زیباست.
در مسجد امام و جامع مدرسه چهار باغ اصفهان، نمونه‌های زیبایی از این شبکه‌ها از کاشی یا از آجری دیده می‌شوند، تارمی‌های مسجد جامع یزد و گنبد سلطانیه و خانقاه بندرآباد وافوشته نطنز و صدها اثر کهن معماری ایران، هر یک نقش‌های زیبایی را در برابر چشم می‌گذارند که بی شرح و بحث و گفتگو خود معرف نفاست خود هستند و نیازی به مدیحه‌سرایی ندارند.